# Agave cacozela
Espèce
Agave cacozela est une espèce de plantes du genre Agave.